# Anadara rhomboidalis
Anadara rhomboidalis is een tweekleppigensoort uit de familie van de Arcidae. De wetenschappelijke naam van de soort is voor het eerst geldig gepubliceerd in 1817 door Schumacher.